# 北美星鸦
北美星鸦（学名：Nucifraga columbiana），是鸦科星鸦属的一种，分布于墨西哥、加拿大和美国。全球活动范围约为2,290,000平方千米。

## 进食习性
北美星鸦通常埋葬种子的方式贮藏食物。

## 体重
北美星鸦的平均体重约为130.0克。

## 栖息地
栖息地包括温带森林、城市、亚热带或热带的旱林和高海拔疏灌丛。

## 保护级别
该物种的保护状况被评为未濒危。